# Osservatorio meteorologico di Lindenberg

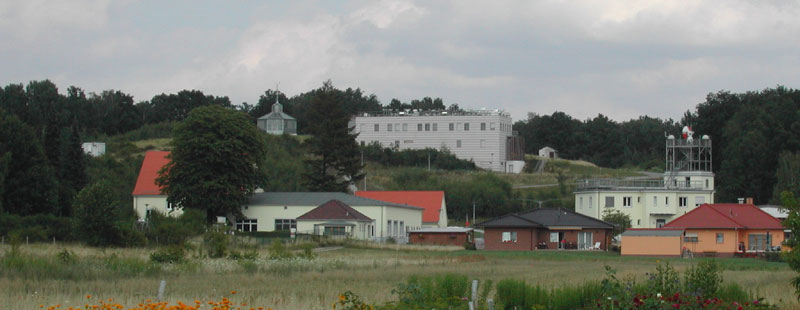
Veduta dell'osservatorio meteorologico di Lindenberg

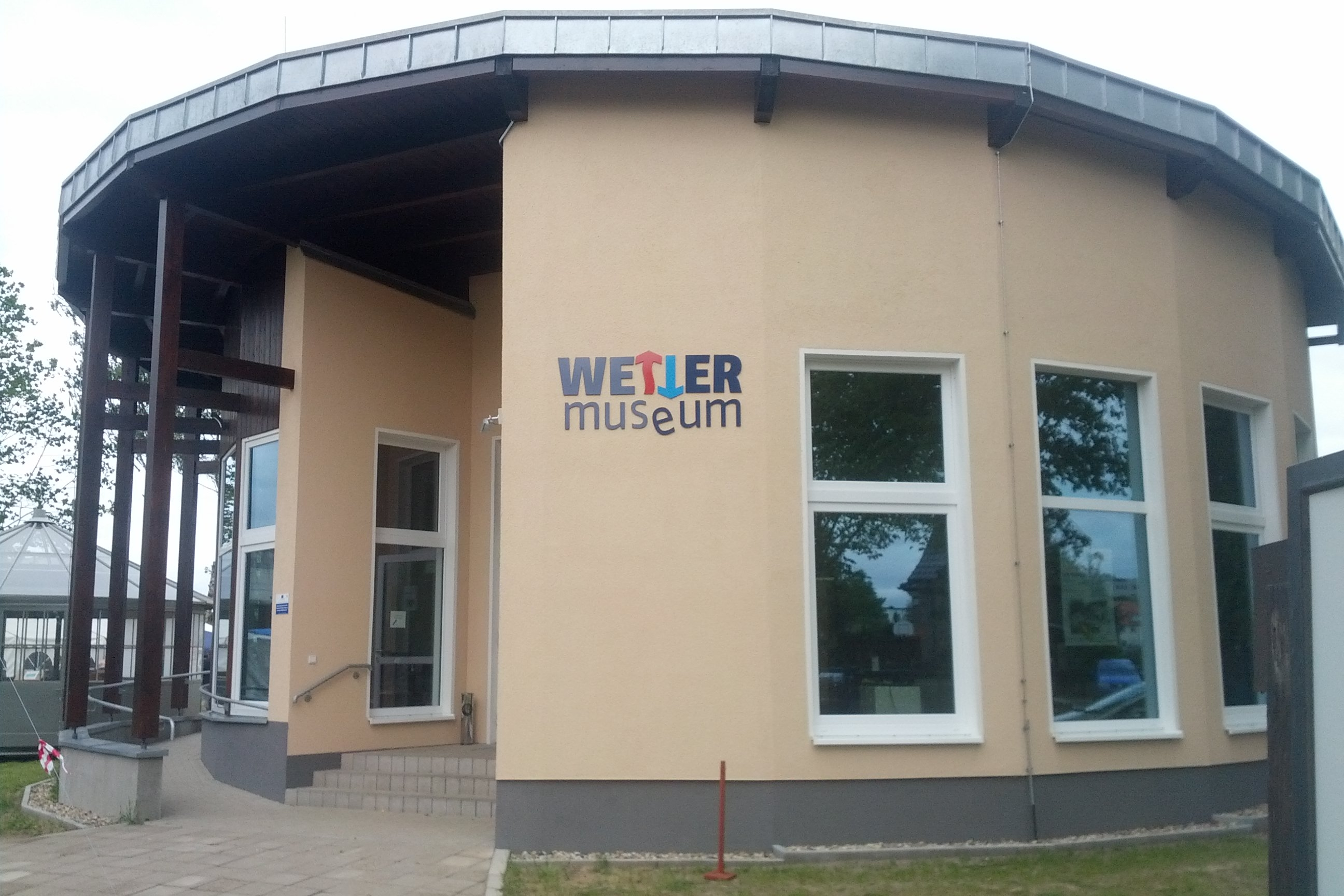
Il Wettermuseum presso l'osservatorio di Lindenberg

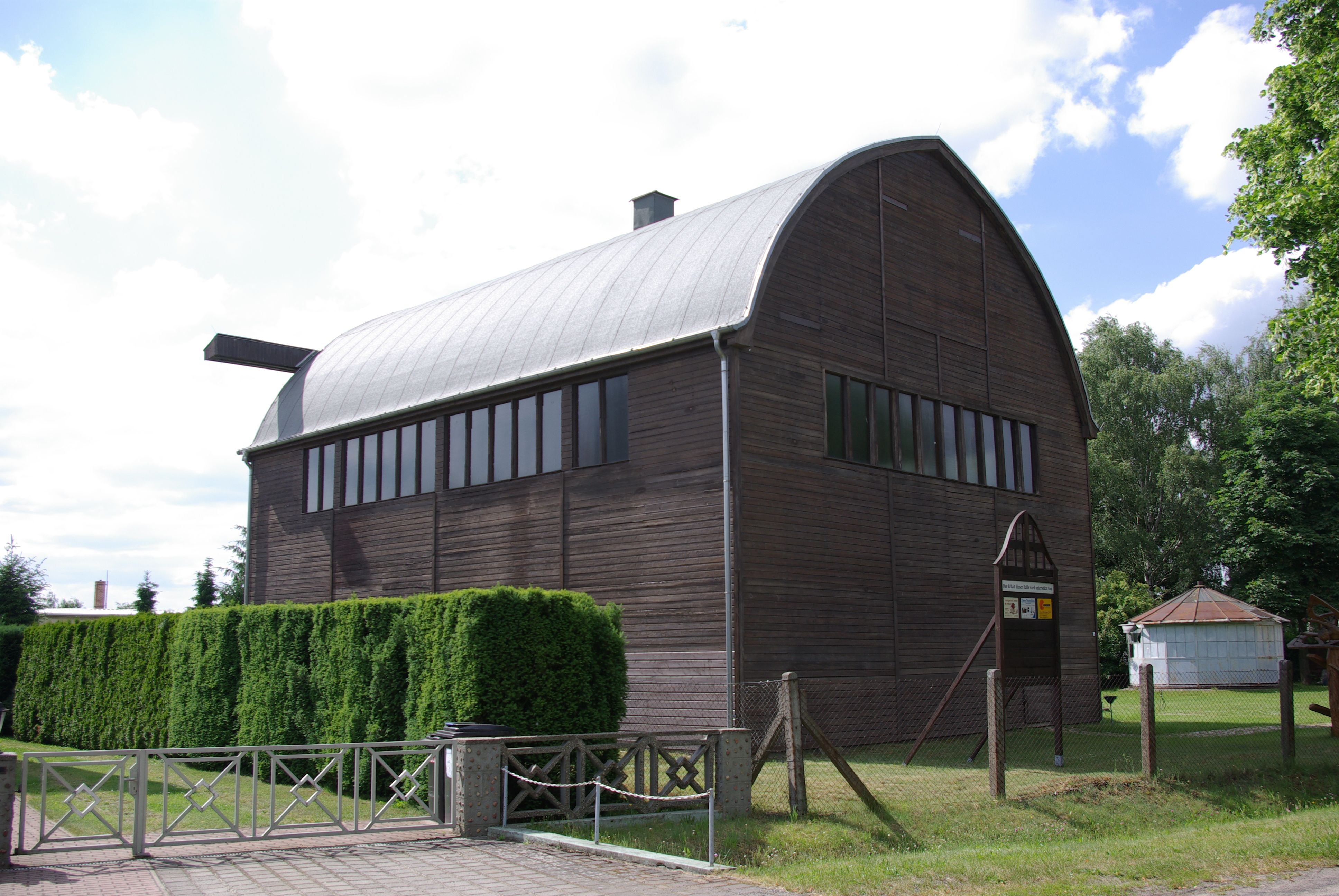
La Ballonhalle del Wettermuseum di Lindenberg

L'osservatorio meteorologico di Lindenberg (in tedesco Meteorologisches Observatorium Lindenberg), chiamato anche Richard-Aßmann-Observatorium, è una struttura del servizio meteorologico tedesco situata a Lindenberg, nel territorio comunale di Tauche nel land del Brandeburgo, nella parte orientale della Germania. Ha come obiettivo lo studio dell'atmosfera terrestre.

## Storia
Fondato per volontà del kaiser Guglielmo II, venne inaugurato il 16 ottobre 1905 dal pioniere dell'aerologia Richard Aßmann, come osservatorio dell'aeronautica prussiana (Königlich-Preußische Aeronautische Observatorium), andando a sostituire nelle sue funzioni l'osservatorio meteorologico dell'aeronautica di Berlino-Reinickendorf, precedentemente fondato sempre dallo stesso Aßmann.

## Caratteristiche
La stazione meteorologica si trova in Germania, nel land del Brandeburgo, nel Circondario dell'Oder-Sprea, nel territorio comunale di Tauche, nella frazione di Lindenberg. Gestita da Deutscher Wetterdienst, è ubicata a 112 m s.l.m. ed è inclusa nella rete di stazioni dell'Organizzazione Meteorologica Mondiale tra le quali è identificata dal codice WMO 10393.
Oltre a registrare i dati di temperature, precipitazioni, umidità relativa, pressione atmosferica, direzione e velocità del vento, la stazione meteorologica è dotata anche di un eliofanografo per misurare le ore di sole che si registrano nel corso di ogni giornata.

## Medie climatiche 1981-2010
In base alle medie climatiche calcolate per il trentennio 1981-2010, la temperatura media del mese più freddo, gennaio, si attesta a -0,1 °C, mentre la temperatura media del mese più caldo, luglio, è di +19,3 °C; la temperatura media annua si attesta a +9,5 °C. Mediamente si contano nel corso dell'anno 87 giorni di gelo, 25,3 giorni di ghiaccio e 8,7 giorni con temperature massime uguali o superiori ai 30 °C.
Nel medesimo trentennio, le precipitazioni medie annue fanno registrare il valore di 575,7 mm, risultando mediamente distribuite in 109,2 giorni di pioggia; mentre i giorni di pioggia sono pressoché costanti nelle 4 stagioni, gli accumuli pluviometrici tendono a conventrarsi in modo maggiore nei mesi estivi.
L'eliofania assoluta media annua fa registrare nello stesso trentennio il valore medio di 4,7 ore giornaliere, con minimo di 1,4 ore medie giornaliere in dicembre e massimo di 7,7 ore medie giornaliere in luglio.
| Lindenberg (1981-2010)             | Mesi | Mesi | Mesi | Mesi | Mesi | Mesi | Mesi | Mesi | Mesi | Mesi | Mesi | Mesi | Stagioni | Stagioni | Stagioni | Stagioni | Anno  |
| Lindenberg (1981-2010)             | Gen  | Feb  | Mar  | Apr  | Mag  | Giu  | Lug  | Ago  | Set  | Ott  | Nov  | Dic  | Inv      | Pri      | Est      | Aut      | Anno  |
| ---------------------------------- | ---- | ---- | ---- | ---- | ---- | ---- | ---- | ---- | ---- | ---- | ---- | ---- | -------- | -------- | -------- | -------- | ----- |
| T. max. media (°C)                 | 2,4  | 4,0  | 8,3  | 14,2 | 19,4 | 21,8 | 24,4 | 24,0 | 19,1 | 13,5 | 6,9  | 2,9  | 3,1      | 14,0     | 23,4     | 13,2     | 13,4  |
| T. media (°C)                      | −0,1 | 1,0  | 4,5  | 9,3  | 14,2 | 16,8 | 19,3 | 18,9 | 14,7 | 9,8  | 4,3  | 0,7  | 0,5      | 9,3      | 18,3     | 9,6      | 9,5   |
| T. min. media (°C)                 | −2,7 | −2,0 | 0,8  | 4,3  | 9,1  | 11,8 | 14,2 | 13,8 | 10,2 | 6,1  | 1,7  | −1,5 | −2,1     | 4,7      | 13,3     | 6,0      | 5,5   |
| Giorni di calura (Tmax ≥ 30 °C)    | 0,0  | 0,0  | 0,0  | 0,0  | 0,3  | 1,5  | 4,3  | 2,5  | 0,1  | 0,0  | 0,0  | 0,0  | 0,0      | 0,3      | 8,3      | 0,1      | 8,7   |
| Giorni di gelo (Tmin ≤ 0 °C)       | 19,9 | 18,4 | 13,1 | 3,8  | 0,1  | 0,0  | 0,0  | 0,0  | 0,0  | 2,3  | 10,1 | 19,3 | 57,6     | 17,0     | 0,0      | 12,4     | 87,0  |
| Giorni di ghiaccio (Tmax ≤ 0 °C)   | 9,2  | 6,0  | 0,8  | 0,0  | 0,0  | 0,0  | 0,0  | 0,0  | 0,0  | 0,0  | 1,5  | 7,8  | 23,0     | 0,8      | 0,0      | 1,5      | 25,3  |
| Precipitazioni (mm)                | 42,1 | 36,6 | 44,1 | 37,6 | 56,2 | 58,1 | 65,2 | 63,3 | 43,7 | 35,3 | 43,9 | 49,6 | 128,3    | 137,9    | 186,6    | 122,9    | 575,7 |
| Giorni di pioggia                  | 10,1 | 9,1  | 9,8  | 7,8  | 9,2  | 9,0  | 9,5  | 8,5  | 8,0  | 8,0  | 9,6  | 10,6 | 29,8     | 26,8     | 27,0     | 25,6     | 109,2 |
| Eliofania assoluta (ore al giorno) | 1,8  | 2,7  | 3,9  | 6,2  | 7,4  | 7,4  | 7,7  | 7,1  | 5,3  | 3,8  | 1,9  | 1,4  | 2,0      | 5,8      | 7,4      | 3,7      | 4,7   |

## Medie climatiche 1971-2000
In base alle medie climatiche calcolate per il trentennio 1971-2000, la temperatura media del mese più freddo, gennaio, si attesta a -0,2 °C, mentre la temperatura media del mese più caldo, luglio, è di +18,7 °C; la temperatura media annua si attesta a +9,2 °C. Mediamente si contano nel corso dell'anno 87 giorni di gelo, 24,3 giorni di ghiaccio e 7,6 giorni con temperature massime uguali o superiori ai 30 °C.
Nel medesimo trentennio, le precipitazioni medie annue fanno registrare il valore di 560,3 mm, risultando mediamente distribuite in 108,1 giorni di pioggia; mentre i giorni di pioggia sono pressoché costanti nelle 4 stagioni, gli accumuli pluviometrici tendono a conventrarsi in modo maggiore nei mesi estivi.
L'eliofania assoluta media annua fa registrare nello stesso trentennio il valore medio di 4,6 ore giornaliere, con minimo di 1,3 ore medie giornaliere in dicembre e massimo di 7,5 ore medie giornaliere in maggio.
| Lindenberg (1971-2000)             | Mesi | Mesi | Mesi | Mesi | Mesi | Mesi | Mesi | Mesi | Mesi | Mesi | Mesi | Mesi | Stagioni | Stagioni | Stagioni | Stagioni | Anno  |
| Lindenberg (1971-2000)             | Gen  | Feb  | Mar  | Apr  | Mag  | Giu  | Lug  | Ago  | Set  | Ott  | Nov  | Dic  | Inv      | Pri      | Est      | Aut      | Anno  |
| ---------------------------------- | ---- | ---- | ---- | ---- | ---- | ---- | ---- | ---- | ---- | ---- | ---- | ---- | -------- | -------- | -------- | -------- | ----- |
| T. max. media (°C)                 | 2,2  | 3,8  | 8,3  | 13,2 | 19,1 | 21,5 | 23,7 | 23,7 | 18,8 | 13,2 | 6,6  | 3,3  | 3,1      | 13,5     | 23,0     | 12,9     | 13,1  |
| T. media (°C)                      | −0,2 | 0,8  | 4,5  | 8,5  | 13,8 | 16,6 | 18,7 | 18,6 | 14,4 | 9,6  | 4,1  | 1,1  | 0,6      | 8,9      | 18,0     | 9,4      | 9,2   |
| T. min. media (°C)                 | −2,6 | −2,1 | 0,7  | 3,7  | 8,6  | 11,7 | 13,6 | 13,4 | 10,0 | 5,9  | 1,6  | −1,1 | −1,9     | 4,3      | 12,9     | 5,8      | 5,3   |
| Giorni di calura (Tmax ≥ 30 °C)    | 0,0  | 0,0  | 0,0  | 0,0  | 0,3  | 1,3  | 3,3  | 2,6  | 0,1  | 0,0  | 0,0  | 0,0  | 0,0      | 0,3      | 7,2      | 0,1      | 7,6   |
| Giorni di gelo (Tmin ≤ 0 °C)       | 20,3 | 18,1 | 13,4 | 4,6  | 0,2  | 0,0  | 0,0  | 0,0  | 0,0  | 2,4  | 10,0 | 18,0 | 56,4     | 18,2     | 0,0      | 12,4     | 87,0  |
| Giorni di ghiaccio (Tmax ≤ 0 °C)   | 8,8  | 6,0  | 0,8  | 0,0  | 0,0  | 0,0  | 0,0  | 0,0  | 0,0  | 0,0  | 1,8  | 6,9  | 21,7     | 0,8      | 0,0      | 1,8      | 24,3  |
| Precipitazioni (mm)                | 38,7 | 32,5 | 40,4 | 38,5 | 55,2 | 65,4 | 58,0 | 62,0 | 40,5 | 36,5 | 40,7 | 51,9 | 123,1    | 134,1    | 185,4    | 117,7    | 560,3 |
| Giorni di pioggia                  | 9,3  | 8,3  | 9,3  | 8,4  | 8,8  | 9,8  | 9,2  | 8,2  | 8,1  | 8,1  | 9,3  | 11,3 | 28,9     | 26,5     | 27,2     | 25,5     | 108,1 |
| Eliofania assoluta (ore al giorno) | 1,6  | 2,6  | 3,9  | 5,7  | 7,5  | 7,2  | 7,4  | 7,2  | 5,0  | 3,7  | 1,8  | 1,3  | 1,8      | 5,7      | 7,3      | 3,5      | 4,6   |

## Medie climatiche 1961-1990
In base alle medie climatiche calcolate per il trentennio 1961-1990, la temperatura media del mese più freddo, gennaio, si attesta a -1,2 °C, mentre la temperatura media del mese più caldo, luglio, è di +18,4 °C; la temperatura media annua si attesta a +9 °C. Mediamente si contano nel corso dell'anno 90,9 giorni di gelo, 29 giorni di ghiaccio e 6,9 giorni con temperature massime uguali o superiori ai 30 °C.
Nel medesimo trentennio, le precipitazioni medie annue fanno registrare il valore di 563,1 mm, risultando mediamente distribuite in 107,5 giorni di pioggia; mentre i giorni di pioggia sono pressoché costanti nelle 4 stagioni, gli accumuli pluviometrici tendono a conventrarsi in modo maggiore nei mesi estivi.
L'eliofania assoluta media annua fa registrare nello stesso trentennio il valore medio di 4,6 ore giornaliere, con minimo di 1,2 ore medie giornaliere in dicembre e massimo di 7,6 ore medie giornaliere in giugno.
| Lindenberg (1961-1990)             | Mesi | Mesi | Mesi | Mesi | Mesi | Mesi | Mesi | Mesi | Mesi | Mesi | Mesi | Mesi | Stagioni | Stagioni | Stagioni | Stagioni | Anno  |
| Lindenberg (1961-1990)             | Gen  | Feb  | Mar  | Apr  | Mag  | Giu  | Lug  | Ago  | Set  | Ott  | Nov  | Dic  | Inv      | Pri      | Est      | Aut      | Anno  |
| ---------------------------------- | ---- | ---- | ---- | ---- | ---- | ---- | ---- | ---- | ---- | ---- | ---- | ---- | -------- | -------- | -------- | -------- | ----- |
| T. max. media (°C)                 | 1,3  | 3,1  | 7,6  | 13,0 | 18,6 | 22,0 | 23,4 | 23,2 | 19,1 | 13,5 | 6,9  | 2,7  | 2,4      | 13,1     | 22,9     | 13,2     | 12,9  |
| T. media (°C)                      | −1,2 | 0,2  | 3,9  | 8,3  | 13,5 | 16,9 | 18,4 | 18,1 | 14,6 | 9,9  | 4,4  | 0,5  | −0,2     | 8,6      | 17,8     | 9,6      | 9,0   |
| T. min. media (°C)                 | −3,6 | −2,7 | 0,1  | 3,6  | 8,3  | 11,8 | 13,2 | 13,0 | 10,0 | 6,2  | 1,8  | −1,8 | −2,7     | 4,0      | 12,7     | 6,0      | 5,0   |
| Giorni di calura (Tmax ≥ 30 °C)    | 0,0  | 0,0  | 0,0  | 0,1  | 0,1  | 1,3  | 3,2  | 2,1  | 0,1  | 0,0  | 0,0  | 0,0  | 0,0      | 0,2      | 6,6      | 0,1      | 6,9   |
| Giorni di gelo (Tmin ≤ 0 °C)       | 22,0 | 19,2 | 14,7 | 4,9  | 0,3  | 0,0  | 0,0  | 0,0  | 0,0  | 1,5  | 9,1  | 19,2 | 60,4     | 19,9     | 0,0      | 10,6     | 90,9  |
| Giorni di ghiaccio (Tmax ≤ 0 °C)   | 10,6 | 7,0  | 1,5  | 0,0  | 0,0  | 0,0  | 0,0  | 0,0  | 0,0  | 0,0  | 1,7  | 8,2  | 25,8     | 1,5      | 0,0      | 1,7      | 29,0  |
| Precipitazioni (mm)                | 38,6 | 34,0 | 35,9 | 40,7 | 59,1 | 64,8 | 53,2 | 63,0 | 40,8 | 38,5 | 44,1 | 50,4 | 123,0    | 135,7    | 181,0    | 123,4    | 563,1 |
| Giorni di pioggia                  | 9,5  | 8,4  | 8,7  | 8,9  | 9,1  | 9,3  | 8,6  | 8,4  | 8,2  | 7,7  | 9,6  | 11,1 | 29,0     | 26,7     | 26,3     | 25,5     | 107,5 |
| Eliofania assoluta (ore al giorno) | 1,5  | 2,5  | 4,0  | 5,5  | 7,3  | 7,6  | 7,4  | 7,0  | 5,2  | 3,7  | 1,7  | 1,2  | 1,7      | 5,6      | 7,3      | 3,5      | 4,6   |

## Medie climatiche 1951-1980
In base alle medie climatiche calcolate per il trentennio 1951-1980, la temperatura media del mese più freddo, gennaio, si attesta a -1,3 °C, mentre la temperatura media del mese più caldo, luglio, è di +18,3 °C; la temperatura media annua si attesta a +8,8 °C. Mediamente si contano nel corso dell'anno 94,4 giorni di gelo, 28,6 giorni di ghiaccio e 6,7 giorni con temperature massime uguali o superiori ai 30 °C.
Nel medesimo trentennio, le precipitazioni medie annue fanno registrare il valore di 550,6 mm, risultando mediamente distribuite in 103,5 giorni di pioggia; mentre i giorni di pioggia sono pressoché costanti nelle 4 stagioni, gli accumuli pluviometrici tendono a conventrarsi in modo maggiore nei mesi estivi.
L'eliofania assoluta media annua fa registrare nello stesso trentennio il valore medio di 4,7 ore giornaliere, con minimo di 1,2 ore medie giornaliere in dicembre e massimo di 8 ore medie giornaliere in giugno.
| Lindenberg (1951-1980)             | Mesi | Mesi | Mesi | Mesi | Mesi | Mesi | Mesi | Mesi | Mesi | Mesi | Mesi | Mesi | Stagioni | Stagioni | Stagioni | Stagioni | Anno  |
| Lindenberg (1951-1980)             | Gen  | Feb  | Mar  | Apr  | Mag  | Giu  | Lug  | Ago  | Set  | Ott  | Nov  | Dic  | Inv      | Pri      | Est      | Aut      | Anno  |
| ---------------------------------- | ---- | ---- | ---- | ---- | ---- | ---- | ---- | ---- | ---- | ---- | ---- | ---- | -------- | -------- | -------- | -------- | ----- |
| T. max. media (°C)                 | 1,2  | 2,8  | 7,3  | 12,9 | 18,2 | 22,4 | 23,3 | 23,0 | 19,2 | 13,3 | 6,8  | 2,9  | 2,3      | 12,8     | 22,9     | 13,1     | 12,8  |
| T. media (°C)                      | −1,3 | −0,2 | 3,4  | 8,1  | 13,1 | 17,1 | 18,3 | 18,0 | 14,5 | 9,7  | 4,3  | 0,6  | −0,3     | 8,2      | 17,8     | 9,5      | 8,8   |
| T. min. media (°C)                 | −3,7 | −3,2 | −0,5 | 3,4  | 8,0  | 11,8 | 13,2 | 12,9 | 9,8  | 5,9  | 1,8  | −1,6 | −2,8     | 3,6      | 12,6     | 5,8      | 4,8   |
| Giorni di calura (Tmax ≥ 30 °C)    | 0,0  | 0,0  | 0,0  | 0,1  | 0,2  | 1,4  | 2,9  | 1,9  | 0,2  | 0,0  | 0,0  | 0,0  | 0,0      | 0,3      | 6,2      | 0,2      | 6,7   |
| Giorni di gelo (Tmin ≤ 0 °C)       | 23,3 | 19,9 | 16,6 | 5,6  | 0,5  | 0,0  | 0,0  | 0,0  | 0,0  | 1,4  | 8,9  | 18,2 | 61,4     | 22,7     | 0,0      | 10,3     | 94,4  |
| Giorni di ghiaccio (Tmax ≤ 0 °C)   | 10,6 | 7,5  | 1,8  | 0,0  | 0,0  | 0,0  | 0,0  | 0,0  | 0,0  | 0,0  | 1,5  | 7,2  | 25,3     | 1,8      | 0,0      | 1,5      | 28,6  |
| Precipitazioni (mm)                | 37,0 | 31,4 | 31,4 | 38,0 | 51,0 | 57,4 | 70,5 | 59,6 | 44,9 | 42,7 | 41,6 | 45,1 | 113,5    | 120,4    | 187,5    | 129,2    | 550,6 |
| Giorni di pioggia                  | 9,0  | 8,2  | 7,5  | 8,5  | 8,6  | 8,8  | 9,8  | 8,5  | 8,0  | 7,6  | 9,2  | 9,8  | 27,0     | 24,6     | 27,1     | 24,8     | 103,5 |
| Eliofania assoluta (ore al giorno) | 1,6  | 2,5  | 4,4  | 5,7  | 7,3  | 8,0  | 7,3  | 6,9  | 5,7  | 3,7  | 1,6  | 1,2  | 1,8      | 5,8      | 7,4      | 3,7      | 4,7   |

## Temperature estreme mensili dal 1906 in poi
Nella tabella sottostante sono indicate le temperature estreme mensili registrate dal 1906 in poi con il relativo anno in cui sono state registrate. La temperatura massima assoluta finora registrata è di +38,5 °C e risale all'11 luglio 1959 e al 9 agosto 1992, mentre la temperatura minima assoluta finora rilevata è di -28,0 °C ed è datata 11 febbraio 1929.
| Lindenberg (1906-2023) | Mesi         | Mesi         | Mesi         | Mesi         | Mesi        | Mesi        | Mesi        | Mesi        | Mesi        | Mesi         | Mesi         | Mesi         | Stagioni | Stagioni | Stagioni | Stagioni | Anno  |
| Lindenberg (1906-2023) | Gen          | Feb          | Mar          | Apr          | Mag         | Giu         | Lug         | Ago         | Set         | Ott          | Nov          | Dic          | Inv      | Pri      | Est      | Aut      | Anno  |
| ---------------------- | ------------ | ------------ | ------------ | ------------ | ----------- | ----------- | ----------- | ----------- | ----------- | ------------ | ------------ | ------------ | -------- | -------- | -------- | -------- | ----- |
| T. max. assoluta (°C)  | 16,8 (2023)  | 19,2 (2021)  | 24,3 (1968)  | 30,9 (1968)  | 33,9 (1922) | 37,9 (2022) | 38,5 (1959) | 38,5 (1992) | 33,6 (1911) | 28,6 (1966)  | 19,8 (1968)  | 17,6 (2022)  | 19,2     | 33,9     | 38,5     | 33,6     | 38,5  |
| T. min. assoluta (°C)  | −23,6 (1940) | −28,0 (1929) | −18,3 (1942) | −10,2 (1929) | −3,0 (1935) | 0,4 (1928)  | 5,9 (1906)  | 5,3 (1921)  | 0,0 (1939)  | −10,1 (1915) | −16,5 (1965) | −21,5 (1969) | −28,0    | −18,3    | 0,4      | −16,5    | −28,0 |